# Толстовская библиотека (Мюнхен)
Толстовская библиотека (также Библиотека имени Толстого в Мюнхене; нем. Tolstoi-Bibliothek, München) — публичная библиотека, расположенная в столице Баварии, Мюнхене; крупнейшая русскоязычная неправительственная библиотека в Западной Европе; обладает коллекцией в 45 000 томов — позиционирует себя как «независимый некоммерческий культурный центр», созданный для «продвижения, сохранения и распространения русской культуры в Германии». Библиотека, основанная в 1949 году, финансируется Федеральным правительством Германии, властями Свободного государства Бавария и правительством Мюнхена. Центральной частью книжной коллекции является значительное собрание русской эмиграционной литературы XX века, в особенности 1920-х и 30-х годов, изданной в Берлине и Париже.

## История
Библиотека имени Толстого было создана в мюнхенском районе Лехль (Altstadt-Lehel) в 1949 году: помещение на улице Тиршштрассе находилось рядом с фондом «Tolstoy-Stiftung», созданным младшей дочерью Льва Толстого. В 1952 году библиотека была передана Американскому комитету по освобождению от большевизма (Американский Комитет за свободу народов СССР), а в 1963 году обеспечением функционирования библиотеки занялась культурная ассоциация «Tolstoi Hilfs- und Kulturwerk e. V.».
Толстовская библиотека является крупнейшей русскоязычной неправительственной библиотекой в Западной Европе: её книжная коллекция насчитывает около 45 000 работ, многие из которых были переданы русскоязычными эмигрантами. Центральной частью книжных фондов является значительное собрание русской эмиграционной литературы XX века, в особенности 1920-х и 30-х годов, изданной в Берлине и Париже. В помещениях библиотеки дважды в месяц проводятся публичные чтения и концерты. С 1992 года в библиотеке предлагаются и социальные консультации (Sozialberatung): библиотека позиционирует себя как «независимый некоммерческий культурный центр» для «продвижения, сохранения и распространения русской культуры в Германии»; финансируется федеральным правительством Германии, властями Свободного государства Бавария и мэрией Мюнхена.